# باتريك فيشلر
باتريك فيشلر (بالإنجليزية: Patrick Fischler)‏ مواليد 29 ديسمبر 1969 في لوس أنجلوس، هو ممثل أمريكي بدأ مسيرته الفنية سنة 1994.

## الأعمال

### أفلام
- سرعة (1994)
- إعصار (1996)
- طريق مولهولاند (2001) (بدور: دان)
- عالم أشباح (2001)
- الفوز بموعد مع تيد هاملتون! (2004)
- داليا السوداء (2006)
- عشاء للأغبياء (2010)
- من أجل المال (2012)
- مسدسان (2013)
- يعيش القيصر (2016)

### مسلسلات
- نوتز لاندينغ
- إن واي بي دي بلو
- المسحورات
- القاضية إيمي
- آنجل
- سي اس آي: التحقيق في موقع الجريمة
- غيرلفريندز
- إي آر
- زوجتي وأطفالي
- الجناح الغربي
- مونك
- سي اس آي: نيويورك
- سي إس آي: ميامي
- وفقا لجيم
- فيرونيكا مارس
- بونز
- إن سي آي إس
- ماد من
- كولد كيس
- بوشنغ ديزيز
- الضياع
- ويدز
- اكذب علي
- عقول إجرامية
- اكبح حماسك
- غريز أناتومي
- القانون والنظام: الوحدة الخاصة للضحايا
- نائبة الرئيس
- فضيحة
- كاسل
- هاواي فايف أو
- ذا منتاليست
- سوتس
- كان ياما كان
- وادي السيليكون
- كود بلاك

## روابط خارجية
- باتريك فيشلر على موقع IMDb (الإنجليزية)
- باتريك فيشلر على موقع ألو سيني (الفرنسية)
- باتريك فيشلر على موقع أول موفي (الإنجليزية)
- باتريك فيشلر على موقع قاعدة بيانات الأفلام السويدية (السويدية)
- باتريك فيشلر على موقع قاعدة بيانات الفيلم (الإنجليزية)
- باتريك فيشلر على موقع كينوبويسك (الروسية)